# Wallonie Image Production
 (août 2021).
Si vous disposez d'ouvrages ou d'articles de référence ou si vous connaissez des sites web de qualité traitant du thème abordé ici, merci de compléter l'article en donnant les références utiles à sa vérifiabilité et en les liant à la section « Notes et références ».
Wallonie image production (en abrégé WIP) est un atelier créé en 1982 et situé à Liège dont la vocation est tournée vers la production de documentaires dans la tradition wallonne du cinéma. L'atelier de production subventionné par la Communauté française de Belgique assure une mission de service public sur le territoire francophone de la Région wallonne et a ainsi produit ou coproduit plus de 200 films et vidéos. L'atelier promeut ces films, commercialise ces produits, participe aux grands marchés de la télévision et du cinéma dans le monde. Ses productions sont montrées dans la plupart des 50 festivals d'importance mondiale.
Sa finalité est de stimuler en Wallonie une activité cinématographique de qualité : sa structure et son projet, comportant des collaborations avec les chaînes de télévision wallonnes et européennes notamment, est unique en Europe.

## Quelques réalisateurs et films aidés
- Jean-Jacques Andrien pour Mémoires (1984)
- Jean-Claude Riga pour Ronde de nuit (1984)
- Jean-Pierre et Luc Dardenne pour Regarde Jonathan (1983)
- Thierry Michel pour Hôtel particulier (1985)